# Fort Kaskaskia
 (novembre 2023).
Si vous disposez d'ouvrages ou d'articles de référence ou si vous connaissez des sites web de qualité traitant du thème abordé ici, merci de compléter l'article en donnant les références utiles à sa vérifiabilité et en les liant à la section « Notes et références ».

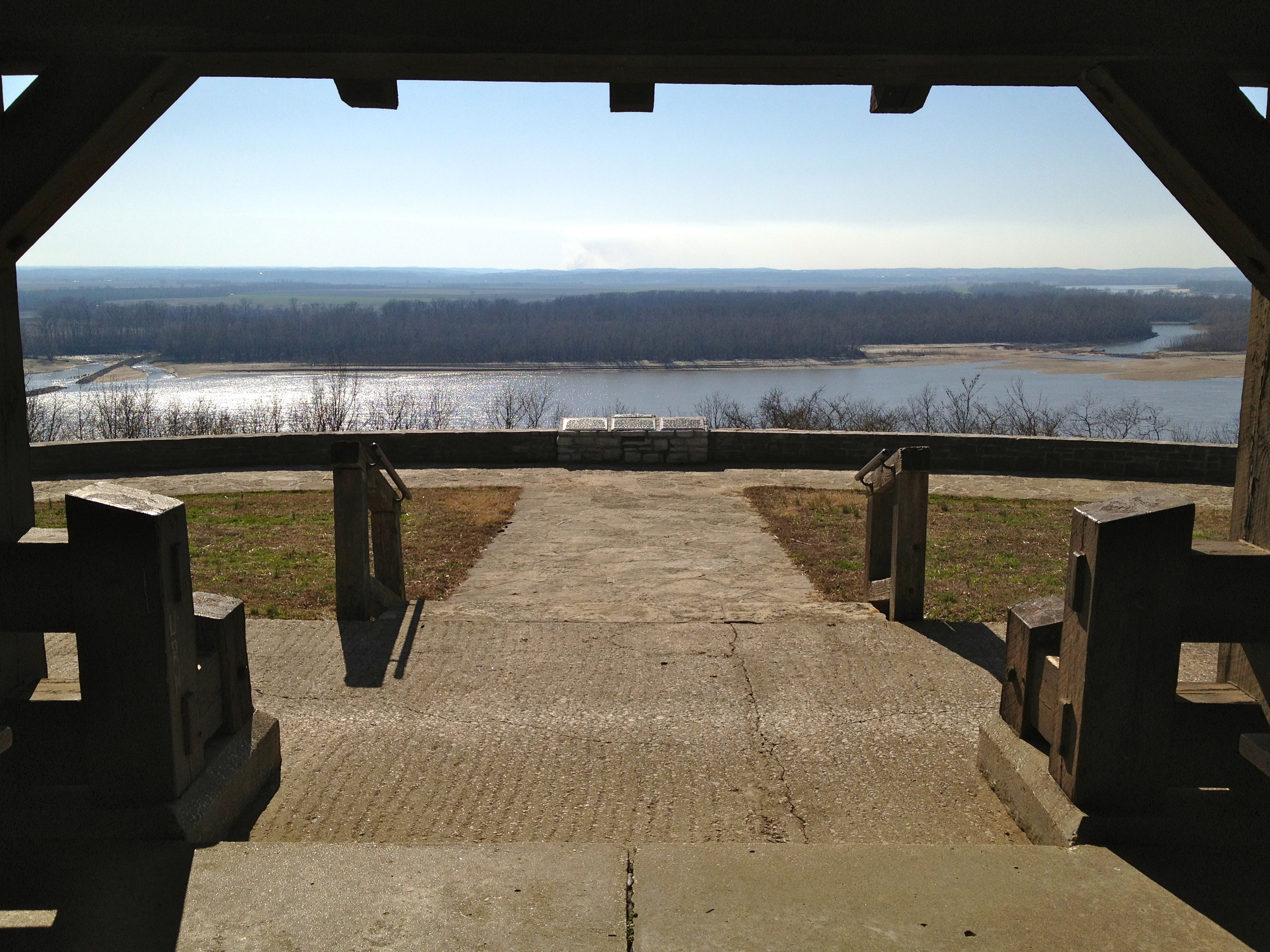
Situation stratégique du fort qui surplombe le fleuve Mississippi

Le village de Kaskaskia a été fondé à l'embouchure de la rivière Kaskaskia comme un poste missionnaire des jésuites en 1703, sur des territoires des amérindiens Kaskaskias, qui faisaient partie des Illinois (peuple). 
Peu après, les colons français de Québec et de Louisiane ont commencé à coloniser les terres riches et humides de la vallée du Mississippi central.  Ils ont construit un village agricole autour de l'emplacement de la mission jésuite, un demi-cercle de basses terres, entouré par la rivière Kaskaskia et par le lac bras-mort du Mississippi.
Kaskaskia et son fort étaient protégés par le fort de Chartres, proche du village de Prairie du Rocher, quelques kilomètres plus au nord, le long du Mississippi, à environ 80 km au sud de ce qui deviendra la grande ville de Saint-Louis.
Les pionniers francophones étaient reconnus dans toute l'Amérique du Nord pour leur équité envers les Amérindiens.  Cependant, comme l'établissement de Kaskaskia augmentait tout au long du XVIIIe siècle, les Amérindiens, membres du peuple Illinois, ont réalisé qu'il n'avait peut-être pas assez d'espace pour tout le monde. Les colons francophones ont donc construit le fort Kaskaskia en 1759. Le fort se trouvait au sommet de la falaise qui observait le village de Kaskaskia.
Le fort Kaskaskia n'est pas techniquement un fort, mais une redoute. Les colons qui habitaient le long des frontières boisées en Amérique du Nord construisaient souvent ces redoutes comme piliers de défense contre les menaces des amérindiens.
Dans le cadre du traité de Paris, la France dut céder à la Grande-Bretagne en 1763 l'essentiel de la Nouvelle-France, dont le pays des Illinois, notamment Kaskaskia et sa redoute.  Les Britanniques n'utilisèrent pas la redoute et laissèrent Kaskaskia presque sans défense. Kaskaskia a continué d'exister comme un village à la frontière du Mississippi où les gens parlaient français.